# Алегени (окръг, Мериленд)
Окръг Алегени (на английски: Allegany County) е окръг в щата Мериленд, Съединени американски щати. Площта му е 1114 km², а населението – 72 130 души (2016). Административен център е град Къмбърленд.